# Литтл Сизарс-арена
Литтл Сизарс-арена (англ. Little Caesars Arena) — крытая многофункциональная арена расположенная в Детройте, штат Мичиган. Арена предназначена для проведения спортивных и культурно-массовых мероприятий. С 2017 года стала домашней ареной для «Детройт Ред Уингз» из Национальной хоккейной лиги и «Детройт Пистонс» из Национальной баскетбольной ассоциации. «Литтл Сизарс-арена» заменила «Джо Луис Арену» и «Пэлас оф Оберн-Хиллс».
Строительство началось 25 сентября 2014 года. Официальное открытие арены состоялось 5 сентября 2017 года. Первым мероприятием будет концерт рок-певца Кид Рок 12 сентября 2017 года.
29 апреля 2016 американская компания Little Caesars Pizza заключила договор о покупке прав на название арены за $130 млн долларов. Владелец сети ресторанов Little Caesars Pizza — Ilitch Holdings также является владельцем «Ред Уингз».